# 布魯斯·艾伯特
布魯斯·保羅·艾伯特（英語：Bruce Paul Abbott，1954年7月28日—），美國男演員。事業從舞台劇起步，直到憑藉電影《幽靈人種》（1985年）及其續集《幽靈人種2：再續人種》（1990年）成名。
其他作品如《惡夢初醒》（1988年）、《落伍條子》（1988年）和《魔翼殺手2》（1998年）。1992年至1993年間在電視劇《雙面遊龍》飾演尼可拉斯·馬歇爾法官（Judge Nicholas Marshall）。2010年退出演藝圈，專注成為建築師和藝術家。

## 早期生活
布魯斯·艾伯特出生於俄勒岡州波特蘭，1972年畢業於當地大衛道格拉斯高中。在參演影視作品前，他是舞蹈家和劇場演員，在阿什兰的俄勒岡莎士比亞節度過三個季節；1975年到1978年，參與了《冬天的故事》、《終成眷屬》、《亨利六世第二部》、《暴風雨》和《理查三世》。
曾就讀波特蘭州立大學，後前往加利福尼亞州舊金山就讀美国经典剧目剧团表演学校。

## 外部連結
- 布魯斯·艾伯特在互联网电影资料库（IMDb）上的資料（英文）